# Molí d'en Coll
El Molí d'en Coll és una obra de Regencós (Baix Empordà) inclosa a l'Inventari del Patrimoni Arquitectònic de Catalunya.

## Descripció
Edifici situat als afores del poble de Regencós, cap a l'oest, a la vora de la riera dels Molins.
Constituït per un nucli central de planta baixa i dos pisos, coberta a dues aigües, on s'hi ha anat adossant més cossos fins a aconseguir la forma actual.
L'estructura porta està construïda amb pedra i morter de calc, i la coberta de tos dels cosso, està feta amb teula àrab.

## Història
Ha estat molt restaurat, i ara serveix com a segona residència d'algun estiuejant.